# San Siro Ippodromo (metropolitana di Milano)
San Siro Ippodromo è una stazione della linea M5 della metropolitana di Milano.

## Storia
La stazione, la cui costruzione iniziò nel novembre 2010 come parte della seconda tratta della linea M5 da Garibaldi FS a San Siro Stadio, è stata inaugurata il 29 aprile 2015.

## Strutture ed impianti
San Siro Ippodromo è una stazione sotterranea passante con due binari e due banchine laterali che, come in tutte le altre stazioni, sono dotate di porte di banchina. Possiede uscite in via dei Rospigliosi e in via Pessano.
Inoltre, nell'ambito dei lavori di sistemazione della superficie è stato realizzato un piccolo giardino, in sostituzione del precedente parcheggio sterrato, in cui è stata collocata una scultura dell'artista milanese Carlo Ramous.

## Servizi
La stazione è, come tutte le altre della linea, accessibile ai portatori di handicap grazie alla presenza di vari ascensori, sia a livello stradale sia all'interno della stazione stessa. Sono inoltre presenti indicatori per i tempi d'attesa nelle banchine e l'intera stazione è sotto video sorveglianza.
La stazione dispone di:
- Accessibilità per portatori di handicap
- Ascensori
- Scale mobili
- Emettitrice automatica biglietti
- Servizi igienici
- Stazione video sorvegliata

## Interscambi
La stazione è servita da una linea tranviaria gestita da ATM.
- Fermata tram (San Siro Ippodromo M5, linea 16)